# Gorang Gareng
Gorang Gareng is een bestuurslaag in het regentschap Magetan van de provincie Oost-Java, Indonesië. Gorang Gareng telt 1474 inwoners (volkstelling 2010).